# Девід Рікеттс (велогонщик)
Девід Рікеттс (англ. David Ricketts, 10 липня 1920 — 11 серпня 1996) — британський велогонщик.
Бронзовий призер Олімпійських Ігор 1948 року в командній гонці переслідування.